# Pandémie de Covid-19 dans les Hauts-de-France
Cet article présente la situation en ce qui concerne la Pandémie de Covid-19 dans les Hauts-de-France.

## Statistiques

### Nouveaux cas quotidiens
| Nouveaux cas quotidiens de COVID-19 déclarés en Hauts-de-France                                                        | 0 |  |
| Pour des raisons techniques, il est temporairement impossible d'afficher le graphique qui aurait dû être présenté ici. |   |  |

### Décès
| Décès à l'hôpital attribués à la Covid-19 dans les Hauts-de-France                                                                       |
| Lecture : entre le début du recensement et le 8 mai 2020, 1 507 personnes sont décédées à l’hôpital d'une cause attribuée à la Covid-19. |

| Nouveaux décès à l’hôpital attribués à la Covid-19 dans les Hauts-de-France                            |
| Lecture : le 3 avril 2020, 68 personnes sont décédées à l’hôpital d'une cause attribuée à la Covid-19. |

### Réanimations
Au 31 décembre 2018, le nombre de lits en réanimation s'élève à 438, dont 120 à Lille et 52 à Amiens.
| Nombre de personnes en réanimation ou soins intensifs pour la Covid-19 dans les Hauts-de-France                                           | 0 |  |
| Lecture : le 8 avril 2020, 584 personnes sont en réanimation ou en soins intensifs dans les hôpitaux d'une cause attribuée à la Covid-19. |   |  |

| Variation journalière du nombre de personnes en réanimation ou en soins intensifs pour la Covid-19 dans Hauts-de-France |
| Lecture : le 30 mars 2020, 52 personnes de plus que la veille sont en réanimation ou en soins intensifs attribués à la Covid-19. À ne pas confondre avec le nombre de nouvelles personnes admises qui est donné ci-dessous. |

| Nombre quotidien de nouvelles admissions en réanimation dans les hôpitaux des Hauts-de-France     |
| Lecture : le 30 avril 2020, 17 personnes supplémentaires sont entrées en réanimation à l'hôpital. |

### Statistiques par départements
| Région/Territoire | Département   | Nombre de         | Nombre de | Nombre de              | Nombre de | Nombre de              | Nombre de |
| Région/Territoire | Département   | Population (2017) | Cas       | Décès au 15 avril 2020 | ‰         | Hosp. au 15 avril 2020 | ‰         |
| ----------------- | ------------- | ----------------- | --------- | ---------------------- | --------- | ---------------------- | --------- |
| Hauts-de-France   | Aisne         | 534 490           | 2 439     | 155                    | 0,29      | 280                    | 0,54      |
| Hauts-de-France   | Nord          | 2 604 361         | 2 439     | 316                    | 0,12      | 946                    | 0,37      |
| Hauts-de-France   | Oise          | 824 503           | 2 439     | 243                    | 0,29      | 481                    | 0,56      |
| Hauts-de-France   | Pas-de-Calais | 1 468 018         | 2 439     | 127                    | 0,09      | 471                    | 0,30      |
| Hauts-de-France   | Somme         | 572 443           | 2 439     | 134                    | 0,23      | 358                    | 0,63      |

## Foyer de contagion de l'Oise
La presse souligne dès le 3 mars que l'Oise constitue un foyer majeur de propagation du virus en France, vers Paris, sa banlieue nord et la Seine-et-Marne à 5 kilomètres de Crépy-en-Valois, tout premier foyer de France selon Le Parisien avec le 31 mars 24 décès sur les 370 des Hauts-de-France. 
C'est dans cette ville qu'enseignait le premier mort français du coronavirus, un homme de 60 ans sans contact récent avec l'étranger, en arrêt de travail depuis le 12 février. Dans l’après-midi du décès, un plan blanc, avec lits supplémentaires et toutes les opérations non urgentes annulées, est annoncé le 26 février pour les hôpitaux de Compiègne et Creil, où les deux hommes ont d'abord séjourné, Le Courrier picard révélant au soir du 26 que le service de réanimation du second vient de fermer. Le préfet de l'Oise confirme le 28 février six cas à la base militaire aérienne de Creil, l'un hospitalisé à Lille et trois autres à Saint-Mandé (Val-de-Marne),.
« L'investigation des deux cas initiaux dans l'Oise », malades « assez précocement début février » a permis de détecter un réseau de 36 cas par « contacts professionnels et familiaux » annonce le 29 février, le directeur de la Santé, mais le « patient zéro » reste selon lui à définir, même si l'une des personnes contaminées a des « contacts réguliers avec une amie qui travaille » sur la base de Creil, où l'on compte « 10 personnels contaminés, civils et militaires », sur 2 300 à 2 500 salariés.
Le lundi, un autre salarié de la base aérienne 110 Creil est hospitalisé à Lille, et l'Oise compte déjà 47 cas. Des consultations médicales d'évaluation du risque démarrent pour 28 000 élèves et 2 300 adultes des écoles, collèges et lycées de 9 communes de l'Oise, fermées jusqu'au 14 mars. Le foyer de contagion s'étend au Val-d'Oise avec neuf cas à Méry-sur-Oise entre le 3 et le 5 mars, dans un périmètre restreint ce qui amène à y interdire les rassemblements « de toute nature en milieu clos ».
La fermeture des écoles réduit la fréquentation par les parents des trains vers Paris et facilite l'accès des soignants aux gares. Lille et Amiens ont envoyé des équipes de réanimation pour soulager celles de Creil, Senlis, Beauvais et Compiègne dont une dizaine de patients sont hospitalisés à Lille dès le 3 mars, sans « aucun cas de transmission » en Nord-Pas-de-Calais.
La sénatrice socialiste de l'Oise Laurence Rossignol demande le 4 mars que Creil et sa petite couronne (Nogent-sur-Oise, Villers-Saint-Paul et Montataire) soient exclus du semi-confinement car le foyer de contagion « est à la base de Creil, pas à Creil », avec « plus de 10 cas » chez les aviateurs, chiffre porté à 16 le 11 mars, dont 2 hospitalisés. C'est de cette base que venait l'Airbus A-340 de l’Escadron 3/60 Estérel, qui avait rapatrié le 31 janvier les 193 premiers Français de Wuhan, tous « asymptomatiques » après contrôle médical et confinés à Carry-le-Rouet, avant 2 autres rapatriements de Français les 2 et 9 février, par des vols et du personnel civil. Les 16 aviateurs de Creil ayant participé au premier, équipés de masque FFP2, n'ont pas posé pied en Chine puis passé 14 jours à domicile, pour un « protocole de surveillance » mais l'épouse du chauffeur en réanimation, sorti de l'hôpital fin mars, a confirmé ses contacts avec le mari d'une hôtesse de l'équipage.

## Mesures locales
{...}

### Oise
Fin février, les rassemblements sont interdits dans l'Oise et les communes de Creil, Crépy-en-Valois, Vaumoise, Lamorlaye et Lagny-le-Sec doivent limiter les déplacements et fermer les établissements scolaires.
Le 1er mars, les communes de Villers-Saint-Paul, Montataire, Nogent-sur-Oise et Lacroix-Saint-Ouen sont ajoutées à la liste par précaution.
Le 3 mars, la Ligue de football professionnel annonce qu'en accord avec la préfecture, le match entre FC Chambly Oise - et Le Mans FC se tiendra à huis clos en raison de la COVID-19.
À partir du 9 mars, les crèches et tous les établissements scolaires sont fermés. Les rassemblements de plus de 50 personnes sont interdits en milieu fermé.

### Métropole européenne de Lille
La Métropole européenne de Lille partie des territoires français soumis au couvre-feu décrété par le gouvernement à compter du 17 octobre 2020.